# Dương Thị Cương
Dương Thị Cương (1932–2003) là một bác sĩ, nhà giáo người Việt Nam.

## Tiểu sử
Dương Thị Cương sinh năm 1932, là con thứ bảy trong số tám người con và là con gái nhỏ tuổi nhất của Giáo sư Dương Quảng Hàm và bà Trần Thị Vân. Gia đình bà có quê gốc ở làng Phú Thị, tổng Mễ Sở, huyện Đông An, phủ Khoái Châu (nay thuộc xã Mễ Sở, huyện Văn Giang), tỉnh Hưng Yên, nhưng như nhiều anh chị, bà sinh ra và lớn lên ở Hà Nội. Khi còn nhỏ, bà cùng các chị theo học tại trường nữ sinh Đồng Khánh.
Cuối năm 1946, Toàn quốc kháng chiến nổ ra, gia đình bà được dân quân giúp đỡ để di tản khỏi Hà Nội, bà cùng chị gái Dương Thị Duyên và em trai (út) Dương Tự Minh theo mẹ về Mễ Sở, còn cha bà ở lại và hy sinh ngày 23 tháng 12 do trúng phục kích của quân Pháp. Năm 1947, dưới sự sắp xếp của Công an Hà Nội, bà lại cùng mẹ, em trai Dương Tự Minh, em họ Trần Khắc Cần trở lại nhà cũ tại Hà Nội để làm cơ sở nuôi dưỡng cán bộ kháng chiến hoạt động nội thành. Năm 1948, bà vào học lớp Đệ tứ trường Chu Văn An (trường Bưởi), đồng thời cùng các bạn học Vũ Bội Trâm, Đỗ Thị Thi thành lập Tổ học sinh kháng chiến trường Chu Văn An, về sau phát triển thành Hiệu đoàn Học sinh kháng chiến, đặt dưới sự lãnh đạo Phạm Hướng và Thành đoàn Thanh niên cứu quốc Hà Nội.
Trong các năm 1949–1950, các tổ Học sinh kháng chiến đã tham dự các hoạt động ra báo bí mật, rải truyền đơn, treo cờ, tuyên truyền kháng chiến,... Phong trào diễn ra mạnh mẽ, thu hút được học sinh tất cả các trường học trong địa bàn thành phố, lôi kéo được nhiều con em quan chức, tướng tá. Hè năm 1950, chính quyền thực dân tiến hành khủng bố, bà cùng em trai bị bắt giữ, giam cầm và tra tấn trong suốt hai tuần rồi mới được thả vì đối phương không có chứng cứ. Sau khi ra tù, hai chị em bà chính thức được kết nạp vào tổ chức Đoàn, bản thân bà được giao nhiệm vụ phụ trách phong trào nữ sinh, đồng thời phụ trách hộp thư chuyển giao những công văn quan trong của Thành ủy Hà Nội vào nội thành. Sau đó, bà được kết nạp vào Đảng Lao động Việt Nam, tham gia Ban cán sự Sinh viên kháng chiến, vận động chống địch cưỡng ép di cư vào Nam.
Năm 1954, sau khi Thủ đô được giải phóng, bà thi đỗ Đại học Y dược. Nhận bằng tốt nghiệp loại ưu, bà công tác, thực hành và nghiên cứu sản khoa ở Bệnh viện Bạch Mai, Bộ môn Phụ sản Đại học Y Hà Nội, Bệnh viện C (đổi tên thành Viện Bảo vệ Bà mẹ và Trẻ sơ sinh vào năm 1966). Năm 1971, bà trúng cử Đại biểu Quốc hội khóa IV (1971–1975) tỉnh Hà Bắc. Năm 1985, bà được phong hàm Phó Giáo sư. Năm 1988, bà thay Giáo sư Nguyễn Thị Xiêm làm Giám đốc Viện Bảo vệ Bà mẹ và Trẻ sơ sinh và đảm nhận vai trò này trong mười năm (1988–1998). Năm 1990, bà được phong tặng danh hiệu Nhà giáo Ưu tú.
Bà qua đời năm 2003.

## Sự nghiệp
Bà và bác sĩ Nguyễn Thị Xiêm là những lãnh đạo nữ đầu tiên của ngành sản phụ khoa. Với 42 năm công tác trong ngành y tế, bà đã viết 15 cuốn sách, trong đó có nhiều cuốn phục vụ cho sinh viên y khoa, cùng nhiều bài viết trên các tạp chí khoa học. Bà đã chủ trì 85 đề tài nghiên cứu khoa học cấp Bộ và cấp Nhà nước, hoàn thành 83 đề tài nghiên cứu khoa học các cấp về sản, phụ, sơ sinh các cấp (có 1 đề tài cấp Nhà nước, 1 đề tài cấp Bộ và 5 đề tài hợp tác quốc tế do Tổ chức Y tế Thế giới chủ trì). Ngoài ra, bà còn dịch tổng cộng 6 đầu sách, chủ yếu về sản phụ khoa và tham gia viết Từ điển Y học.

## Gia đình
Bà lập gia đình với Giáo sư Vũ Văn Đính, người được coi là "cha đẻ" của ngành hồi sức cấp cứu tại Việt Nam.

## Vinh danh
Năm 1999, bà được trao tặng giải thưởng Kovalevskaia với công trình nghiên cứu về hiếm muộn và phát hiện điều trị ung thư tử cung.
Cùng năm 1999, bà được Bộ Y tế tặng bằng khen "Thực hiện xuất sắc 12 điều y đức". Năm 2000, bà được Nhà nước trao tặng Huân chương Lao động hạng Ba.
Năm 2019, tên của bà được đặt cho một giảng đường ở Trung tâm Nghiên cứu khoa học, Đào tạo và Chỉ đạo tuyến của Bệnh viện Phụ sản Trung ương.